# Amt Spielberg

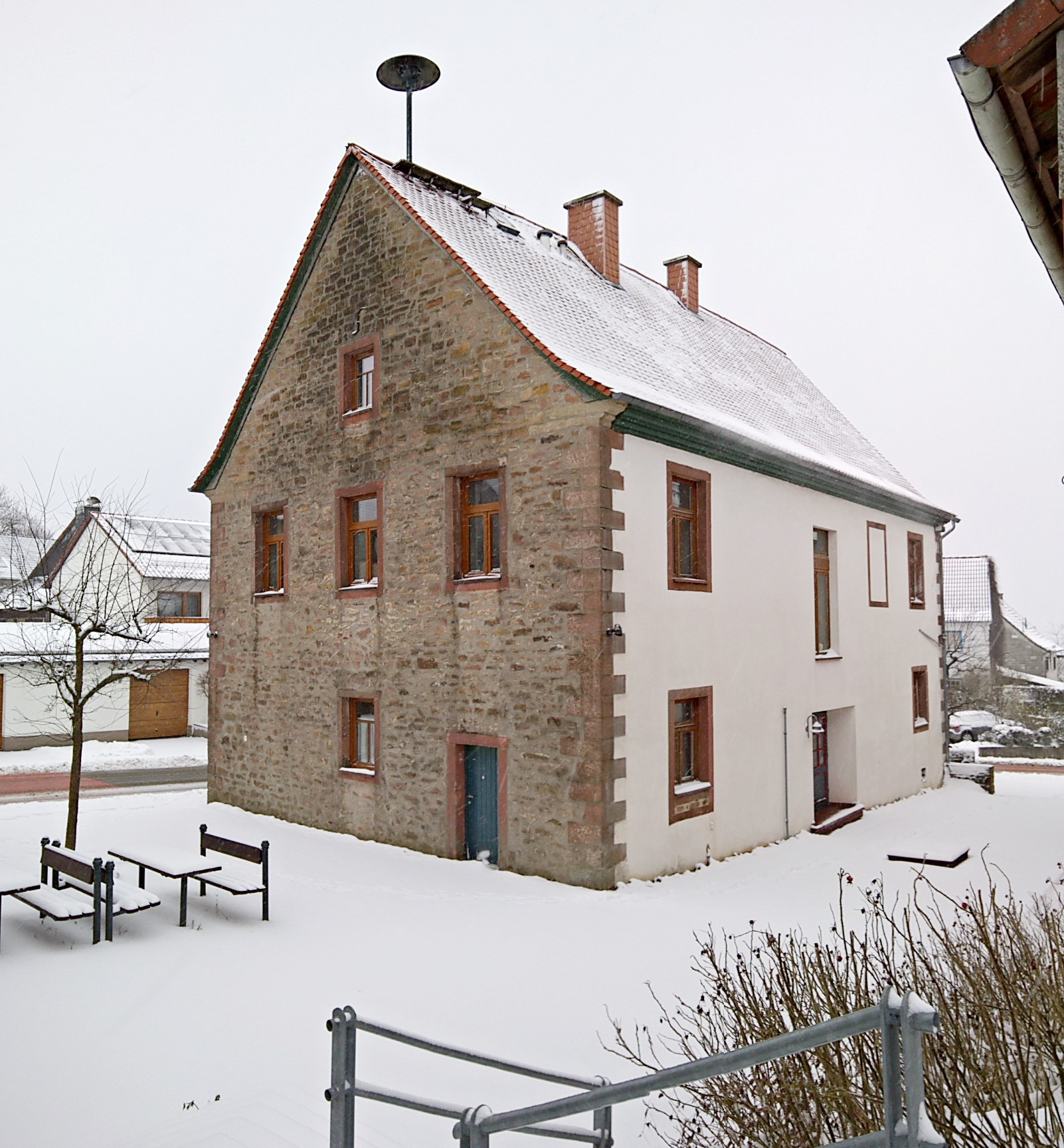
Ehemaliges Amtshaus – Ortsseite

Das Amt Spielberg (auch: Gericht Spielberg) war aufeinanderfolgend ein Amt der Grafschaften Ysenburg-Büdingen-Wächtersbach und des Fürstentums Isenburg.

## Geschichte
Die Grafen von Isenburg besaßen den Büdinger Wald als Reichslehen. Teil dessen war die Cent Spielberg. Dieses setzte sich aus ursprünglich zwei getrennten Gerichten zusammen, dem Gericht Udenhain und dem Gericht Spielberg.

### Das Gericht Udenheim
Das Gericht Udenheim bestand aus Udenheim, Hellstein und Neuenschmidten. Im ersten Drittel des 14. Jahrhunderts wurde das Gericht vom Reich pfandweise dem Grafen von Weilnau übertragen. 1333 erwarb Konrad von Trimberg mit Zustimmung des Kaisers das Gericht von Reinhard von Weilnau und verkaufte es bereits 1335 an Luthern von Isenburg. Das Gericht wurde danach vom Gericht Spielberg mitverwaltet und taucht nicht mehr als eigenständiges Gericht auf.

### Das Gericht Spielberg
Das Gericht Spielberg bestand aus Spielberg, Wittgenborn, Leisenwald, Streitberg, Helfersdorf, Schächtelburg, Schlierbach, Breitenborn und Waldensberg.
Bei der Teilung von 1511/17 kam das Amt Spielberg zur Grafschaft Isenburg-Ronneburg. Im Testament des letzten Grafen dieser Linie, Heinrich von Ysenburg-Ronneburg betrachtete dieser das Amt als Allod und vermachte es Georg von Kirchberg und Maximilian von Salm. Die Einstufung als Allod begründete er damit, dass das Amt in den kaiserlichen Lehensbriefen bezüglich des Büdinger Waldes nicht explizit genannt seien. Diese Rechtsauffassung ließ sich aber nicht durchsetzen, das Amt wurde als Reichslehen betrachtet und fiel daher in den Besitz von Wolfgang Ernst I. von Isenburg-Büdingen also der Isenburger Hauptlinie zurück. Bei der Landesteilung von 1687 kam das Amt zur Linie Ysenburg-Büdingen und bei deren Teilung 1687 an Ysenburg-Büdingen in Wächtersbach.
1806 entstand das Fürstentum Isenburg als Vereinigung aller Isenburgischen Gebiete als Staat im Rheinbund und das Amt Spielberg wurde Teil dieses Staates. 1813 brach nach der Völkerschlacht bei Leipzig die französische Herrschaft und damit auch das Fürstentum Isenburg zusammen. Das Fürstentum wurde militärisch besetzt, Teil des Generalgouvernements Frankfurt , 1815 dem Kaisertum Österreich zugeschlagen und 1816 zwischen Hessen-Darmstadt und Hessen-Kassel geteilt. Das Amt Spielberg kam dabei zum Kurfürstentum Hessen. Hier wurde die bisherige Verwaltungsorganisation vereinfacht. Das Amt Spielberg wurde nicht weitergeführt, seine Orte kamen zum Gericht Wächtersbach, dieses war gemeinsam mit den anderen Isenburger Erwerbungen dem Hoheitsamt Wächtersbach zugeordnet (siehe hierzu die Liste der Ämter in Hessen-Kassel).

## Amtshaus

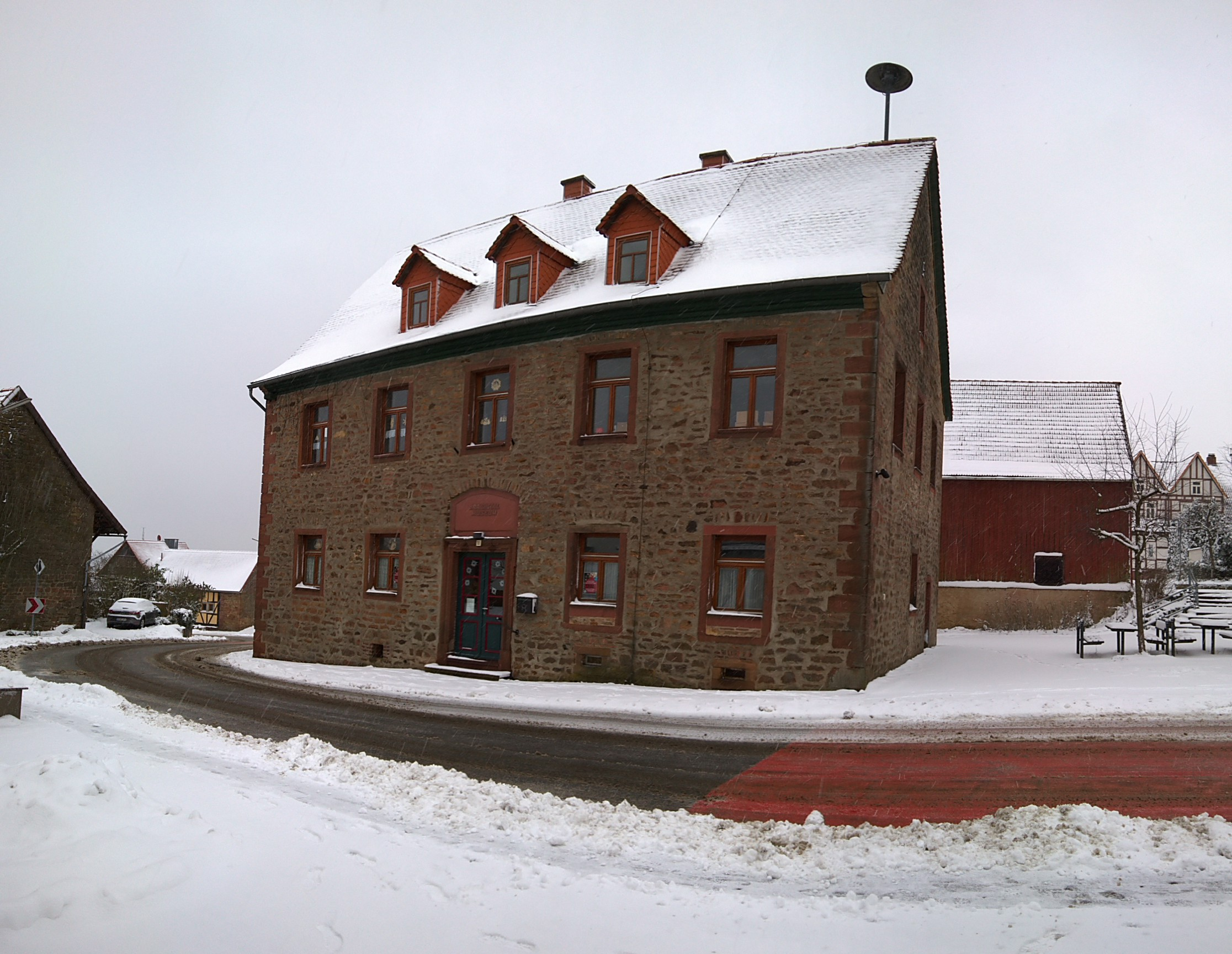
Ehemaliges Amtshaus

Das ehemalige isenburgische Amtshaus (heutige Adresse: Schulwaldstraße 10) ist ein fünf- auf dreiachsiges, zweistöckiges Steinhaus aus Bruchsteinen, vermörtelt, teilverputzt mit Eckquaderung und einem sehenswerten Eingangsportal in Sandstein. Es wird heute als Brachttal-Museum genutzt und steht unter Denkmalschutz (siehe auch die Liste der Kulturdenkmäler in Brachttal).